# Lamkin
«Lamkin» (с англ. — «Ламкин»; Child 93, Roud 6) — народная баллада англо-шотландского происхождения. Фрэнсис Джеймс Чайлд в своём собрании приводит порядка 25 её вариантов, самый ранний из которых, по-видимому, взят из рукописей Томаса Перси и приблизительно датируется 1775 годом.

## Сюжет
Каменщик Ламкин (Lamkin, также Lammikin, Lankin, Lonkin, Lantin, Long Lankyn/Longkin, Rankin, Lambert Linkin, Balankin, Balcanqual) строит замок для лорда (Lord Wearie, Weire, Earie, Erley, Earley, Murray, Arran, Montgomery, Cassilis), однако не получает своей платы. Когда тому приходится на время уехать, он, опасаясь Ламкина, просит жену принять необходимые предосторожности. Однако злоумышленнику всё же удаётся проникнуть в замок в отсутствие большинства слуг, либо через незащищённое отверстие, либо в результате сговора с няней. Та советует ему, как выманить леди, и он причиняет вред младенцу в колыбели, на крик которого спускается мать (в самом раннем варианте на крик спустившейся сестры приходит вторая, затем третья и т. д.). Она предлагает Ламкину золото в обмен на жизнь (в двух версиях — свою дочь ему в жёны, ещё в трёх дочь предлагает обменять свою жизнь на жизнь матери, и в двух это делает слуга), однако тому теперь нужна лишь месть. Вернувшийся лорд обнаруживает, что его покои красны от крови его жены и ребёнка. Злодея в разных вариантах вешают, сжигают заживо или опускают в котёл с расплавленным свинцом, аналогичными способами казнят и няню.
Энн Гилкрист выделяет из корпуса историй две основные базовые версии: шотландскую, которая сохранила упоминание о каменщике, и англо-нортумбрийскую, где оно рано исчезло, из-за, как она полагает, потери первой строфы. Гилкрист полагает шотландский более ранним, и что другой получился из него путём утраты первой строфы, где и описывается нечестный поступок лорда.